# Svenska kyrkan i utlandet
Svenska kyrkan i utlandet (SKUT), även kallad Svenska utlandskyrkan, tidigare Svenska sjömanskyrkan, är ett samlingsnamn för Svenska kyrkans utlandsförsamlingar samt de centrala organ i Uppsala  som styr och samordnar verksamheten. Tillsyn över verksamheten utövas av biskopen i Visby och dess domkapitel.

## Historik
Svenska utlandskyrkans historia kan sägas gå i tre vågor, och tar sin början under 1600-talet. Rikskansler Axel Oxenstierna beslöt då att svenska konvojfartyg skulle ha själasörjare ombord. Ungefär samtidigt, år 1626, bildades den första svenska utlandförsamlingen i Paris.
Under 1830-talet grundades flera sjömanssällskap och ett system med så kallad betelflagg infördes. Den som anförtroddes att föra betelflagg - betelkapten - ansvarade för att ordna med gudstjänst i varje utländsk hamn där fartyget anlöpte och där det fanns ett annat svenskt, norskt eller danskt fartyg.
I slutet av 1870-talet fanns bara två betelkaptener kvar. Samtidigt växte hemmakyrkans omsorg om sjömännen. Evangeliska Fosterlandsstiftelsen startade sin sjömansmission 1869 och när Svenska kyrkan sände sjömanspräst till Kiel och West Hartlepool 1876 föddes också Sjömanskyrkan. Till en början var den under ledning av biskopen, men relativt snart kom den att föras till styrelsen för Svenska kyrkans mission. Samtidigt växte särskilda sjömanskyrkor fram i svenska hamnstäder, exempelvis började Sjömanskyrkan i Göteborg driva verksamhet riktad mot nordiska sjömän.
1976 omorganiserades sjömanskyrkan och bytte namn till Svenska kyrkan i utlandet. Arbetet hade redan breddats bortanför hamnstäderna och nu infogades turister och utlandssvenskar i målgruppen, uppdraget blev "att bedriva kyrklig verksamhet där det finns ett betydande antal svenska sjömän, turister eller utlandssvenskar".
I de svenska utlandsförsamlingarna i London, Paris, Berlin, Köpenhamn, Oslo, Helsingfors och Buenos Aires bedrev Svenska kyrkan under 1900-talet verksamhet bland främst bofasta utlandssvenskar. För dessa utlandsförsamlingar utfärdade Kungl. Maj:t särskilda kyrkoordningar för verksamheten bland främst under längre tid bofasta utlandssvenskar. Kyrkoherdarna i dessa församlingar var vid sidan av sina tjänster i församlingarna dessutom beskickningspredikanter med diplomatpass och långtgående uppdrag i förhållande till den svenska utrikesförvaltningen.

## Verksamhet
Svenska kyrkan i utlandet har sina rötter dels i den tidigare Sjömanskyrkan, dels i de svenska församlingar som bildats runt svenska ambassader eller i svensktäta områden utanför Sverige. Inom Sjömanskyrkan har besöksverksamheten på svenska fartyg i utländsk hamn länge varit i centrum, efter hand har dock verksamheten breddats till att omfatta svenska turister, utbytesstudenter, bofasta utlandssvenskar med flera. Övriga utlandsförsamlingar har sett en liknande utveckling. I dag är utlandsförsamlingarnas uppdrag därför det samma som de svenska församlingarnas, om än med en särskild inriktning på den uppsökande verksamheten i hamnar, på sjukhus och i fängelser.
Församlingar finns på 45 platser utanför Sverige, därutöver bedrivs regelbunden gudstjänstverksamhet på ytterligare 80 orter. Många utlandsförsamlingar är också populära bröllopskyrkor, varför vigselförrättning är en viktig del av verksamheten. Som utlandsinstitution utgör församlingarna även en social knutpunkt för svenskar på orten.
De nordiska sjömans- och utlandskyrkorna har en tradition av samarbete, och på vissa orter är de nordiska kyrkornas representationer samlokaliserade.

## Organisation
Utlandsförsamlingarna tillhör Visby stift, och tillsynen utövas av domkapitlet och biskopen. I kyrkoordningen är därför särskilt stadgat att domkapitlet ska innehålla en präst eller diakon samt en lekman från utlandsförsamlingarna. Däremot har stiftsstyrelsen inte något ansvar för utlandsförsamlingarnas församlingsliv, det ankommer i stället på ett särskilt råd under kyrkostyrelsen, där biskopen är ledamot i enlighet med Kyrkoordningens 10 kap, § 5. 
Rådet för Svenska kyrkan i utlandet verkar för att det finns kyrklig verksamhet för svenskar som vistas utanför Sverige. Rådet arbetar fram långsiktiga mål och strategier för utlandskyrkan, tar fram förslag till mål och rambudget, verksamhetens omfattning och prioriteringar. Den ansvarar också för löpande uppföljning av arbetet. Rådet samverkar med nordiska och internationella organ med verksamhet bland svenskar i andra länder. 
Utlandsförsamlingarna ska ha en egen församlingsordning som reglerar hur församlingens beslut fattas. Så långt det är möjligt med hänsyn till utländsk lag och verksamhetens övriga särskilda behov ska församlingsordningen utgå från de regler som gäller för hemmaförsamlingarna, med kyrkofullmäktige eller kyrkostämma som högsta beslutande organ och kyrkoråd som församlingens styrelse. I ordningen anges även församlingens huvudsakliga ansvars- och verksamhetsområde, samt hur man blir medlem i församlingen. Någon kyrkoavgift tas inte ut av utlandsförsamlingarnas medlemmar, däremot får församlingen besluta om en särskild medlemsavgift.

## Ekonomi
Svenska utlandskyrkans ekonomi bärs till cirka hälften av de lokala församlingarna, där medlemsavgifter, servering och basarförsäljningar utgör huvuddelen av intäkterna. Centrala kyrkliga bidrag, kollekter, enskilda gåvor, SKUT-ombudens verksamhet med mera utgör resterande intäkter.
Svenska kyrkan i utlandet har för närvarande cirka 70 anställda utsända av kyrkokansliet i Uppsala, därtill kommer lokalt anställd personal. Utsänd personal har för det mesta tidsbegränsade förordnanden och är verksam inom fyra kategorier: präster, diakoner, församlingspedagoger och kyrkomusiker.

## Symbol och logotyp
När Svenska sjömanskyrkan bytte namn till Svenska kyrkan i utlandet togs en ny logotyp fram. Utgångspunkten var Sjömanskyrkans silverdroppe, med devisen "Havets kyrka som skapas av dropparna här hemma". Bengt Blomgrens skapelse återger droppen med en tänkt ljusreflex i form av ett kors.
Droppen används inte längre som logotyp för Svenska kyrkan i utlandet men finns kvar som ett halssmycke i silver. Logotyperna för utlandsförsamlingarna idag är det samma som för Svenska kyrkan generellt fast med församlingsnamnet som tillägg.

## Chefer
| Period    | Namn             | Levnadstid | Övrigt |
| --------- | ---------------- | ---------- | ------ |
| 1985–1991 | Erland Rexius    | 1926–2009  |        |
| 1991–2005 | Jan Madestam     | 1948–      | [ 7 ]  |
| 2005–2009 | Klas Hansson     | 1944–      |        |
| 2008–2016 | Anders Bergkvist | 1958–      | [ 8 ]  |
| 2017-     | Richard Jönsson  | 1968-      | [ 9 ]  |